# Afroman
Afroman (nascut com Joseph Edgar Foreman, el 28 de juliol de 1974) és un artista de rap de South Central, Califòrnia, però traslladat a Palmdale per després fer-ho a Hattiesburg, Mississipi.
El seu major hit, Because I Got High, va sortir el 2001 i va guanyar popularitat mitjançant el servei de distribució d'arxius de música Napster. Forma part de la banda sonora de la pel·lícula Jay i Bob el silenciòs contraataquen. A més a més, interpreta el tema amb Howard Stern en el seu radioshow. La seva cançó més popular és "Crazy Rap".
Les lletres de "Afroholic" comencen amb referències al sexe i les drogues per acabar contant com va trobar Jesús. A una entrevista del dia 7 de maig de 2006, al programa 50 Greatest One Hit Wonder del canal britànic Channel 4, assegurà que va deixar l'alcohol, les drogues i les dones per un temps.
A Afroman li agrada la seva independència, i sempre intenta mostrar com un artista pot treure al davant el seu projecte i distribuir-lo amb els seus propis mitjans sense necessitat de ningú.

## Discografia

### Àlbums d'estudi
- 1998: My Fro-losophy
- 2000: Because I Got High
- 2000: Sell Your Dope
- 2001: The Good Times
- 2004: Afroholic... The Even Better Times
- 2004: Jobe Bells
- 2004: 4R0:20
- 2004: The Hungry Hustlerz: Starvation Is Motivation
- 2006: Drunk 'n' High
- 2006: A Colt 45 Christmas
- 2008: Waiting to Inhale
- 2008: Greatest Hitz Live
- 2009: Frobama: Head of State
- 2010: Afro D-Z-A-C-K

### Senzills
- 2001: "Because I Got High"
- 2001: "Crazy Rap"
- 2008: "Palmdale Pimp"